# Eigen-Wilkins-Mechanismus
Der Eigen-Wilkins-Mechanismus beschreibt in der Koordinationschemie den Vorgang des Ligandenaustauschs bei Metallkomplexen in wässriger Lösung aus mechanistischer Sicht. Er wurde von Manfred Eigen und Ralph G. Wilkins vorgeschlagen und nach ihnen benannt.

## Beispiel

Ein von sechs Ammoniak-Liganden umgebenes Chrom^{3+}-Ion

Ein Chrom3+-Ion bindet beispielsweise sechs Wassermoleküle zu einem Hexaaquakomplex. Gibt man zu einer wässrigen Lösung dieses Hexaaquakomplexes Ammoniak (NH3) hinzu, werden einige oder alle Wassermoleküle im Komplex in einer Gleichgewichtsreaktion durch Ammoniakmoleküle ersetzt, wobei die Gesamtzahl der Liganden, also 6, unverändert bleibt. Erfolgt dieser Austausch schnell, bezeichnet man den Komplex auch als labil, erfolgt er langsam, als inert.
Der Ligandenaustausch kann nach folgendem Schema mechanistisch verstanden werden:
1. Der Ligand dringt in die äußere Solvathülle (engl. outer sphere) ein und wird dort durch Coulombwechselwirkung stabilisiert (Schreibweise: Mn+ … L). Dabei wird noch keiner der sechs Liganden im Hexaaquakomplex verdrängt. Dieser Vorgang stellt ein „schnelles Vorgleichgewicht“ dar. Die Gleichgewichtskonstante {\displaystyle K_{\text{os}}} kann nach dem Massenwirkungsgesetz berechnet werden:
{\displaystyle K_{\text{os}}={\frac {[{\text{M}}^{n+}\cdots {\text{L}}]}{[{\text{M}}^{n+}]\cdot [{\text{L}}]}}}

 Wenn der Mechanismus tendenziell assoziativ ist (wird beim Austausch also ein negatives Aktivierungsvolumen gemessen), so weist der Übergangszustand eine höhere Dichte als die Edukte auf und benötigt daher weniger Volumen. Demnach können durch Druckerhöhung assoziative Mechanismen begünstigt werden (vgl. Prinzip von le Châtelier).
2. Aus der äußeren Solvathülle heraus verdrängt der Ligand im zweiten, geschwindigkeitsbestimmenden Schritt ein Solvensmolekül und es wird ein Ligandpentaaquakomplex gebildet, im Beispiel also ein Chrom3+-Komplex mit einem Ammoniak- und 5 Wasserliganden. Die Reaktionsgeschwindigkeit vc ist direkt proportional zur Metallionen- und Ligandenkonzentration:
{\displaystyle {\begin{aligned}v_{c}={\frac {\mathrm {d} [{\text{Ligandpentaaquakomplex}}]}{\mathrm {d} t}}&=k\cdot [{\text{M}}^{n+}\cdots {\text{L}}]\\&=k\cdot K_{\text{os}}\cdot [{\text{M}}^{n+}]\cdot [{\text{L}}]\\&=k_{\text{eff}}\cdot [{\text{M}}^{n+}]\cdot [{\text{L}}]\end{aligned}}}
 mit der Geschwindigkeitskonstanten {\displaystyle k.}